# 池田遊子
池田 遊子（いけだ ゆうし、本名:保夫、1909年9月3日 - 2006年4月9日）は日本の彫刻家。仏像の制作を中心に制作活動を行う。その傍らアバンギャルドな作品も多数制作。1950年代には大阪市立美術館の三階屋根裏部屋を仕事場とし、次々と意欲的な作品を生み出した。

## 年譜
- 1909年9月3日 - 広島県深安郡手城村（現・福山市）に生まれる。
- 1927年 - 上京して宮彫師佐藤藤太郎一重の徒弟として後藤派堂宮彫刻を修む。
- 1931年 - 来阪し宮彫師として意匠彫刻に当たる。「方正」と号す。
- 1934年 - 独学で藝術彫刻を修め、雅号を「鵬旭」と改める。各種展覧会に出品し入選受賞を重ねる。
- 1947年 - 大阪市立美術館3階(天井裏)に研究工房を設ける（1964年まで制作の拠とする）。雅号を「遊子」と改める。関西彫刻家協会の委員長を務める。
- 1950年 - 生活美術連盟の委員長を務める。
- 1951年 - ピカソ展の向こうを張る形で大阪市立美術館にて池田遊子個人展を開催する。「ピカソが藝術家ならおれも藝術家だ」という啖呵が語り草となる。1964年までのこの間、前衛彫刻の野心作を多数手掛け多くの耳目を集める。
- 1965年 - 枚方山之上の地に財団法人造形美術センターを建設開館し、理事長兼館長として実作研究に精励する。
- 1975年 - 財団法人天門美術館と改称する。自作の彫刻・工芸・絵画・書などを展示し、社会教育活動にも従事する。
- 1987年 - モニュメント「恒久平和像」(枚方市より委嘱)を制作する。その建設趣旨には「世界の平和は、人類共通の願いであり、本市はこれを市政の基本理念としている。本市は、戦争による犠牲者の霊を慰め、歴史的悲惨を全市民の教訓とし、一切の核兵器の廃絶と恒久の平和を念願し、ここに平和の像を建設する。」とある。枚方・(財)天門美術館を拠点に、約40年に亙って在野の彫刻家として自由奔放なる制作三昧の活動を継続し、97歳で没するまで終生現役を貫いた。
- 2006年4月9日 - 永眠。法名正覚院法味仙遊居士。
- 2007年 - 「池田遊子展〜一周忌回顧展〜」開催。(財団法人天門美術館)-「池田遊子展」開催。(淀屋橋尚美堂)
- 2008年 - 財団創立50周年記念「池田遊子と近代大阪の日本画展」開催。
- 2009年 - 「池田遊子生誕100年記念展」開催。〈主催:枚方市・(財)枚方市文化国際財団〉(くずはアートギャラリー)、財団法人天門美術館でも同時開催。
  - 「池田遊子展〜生誕100年記念〜」開催。(京阪百貨店美術画廊)
  - 「池田遊子と先賢遺墨展」開催。(財団法人天門美術館)
- 2010年 - 「池田遊子と于右任展」開催。(財団法人天門美術館)
  - 「池田遊子と京阪の文人画展」開催。(財団法人天門美術館)
  - 「池田遊子の熱い時代展」開催。(京都SHINYA)
- 2011年 - 「池田遊子と知られざる日本絵画〜生きものたちの輝き〜展」開催。(天門美術館)
  - 「池田遊子展"maverick" <独行>」開催。(大阪GALLERY IND.)
  - 「池田遊子と知られざる日本絵画〜山水の風光〜展」開催。(天門美術館)
- 2012年 - 「池田遊子と知られざる日本絵画〜女性の美〜展」開催。(財団法人天門美術館)
  - 7回忌記念「The遊子展〜墨戯の世界〜」開催。(財団法人天門美術館)
  - 「七回忌記念　池田遊子展」開催。(淀屋橋尚美堂)
- 2014年 - 「思索する彫刻家　遊子展」開催。(京都SHINYA)
- 2016年 - 「池田遊子歿後10年　愛らしきものたち」開催。(京都SHINYA)
- 2019年‐「生誕110年　池田遊子とその時代の彫刻家たち」開催。（京都 SHINYA）
- 2025年‐「天門美術館開館60周年記念　池田遊子　造形美術展」開催予定。（京都 SHINYA）

## 参考サイト
- 天門美術館
- SHINYA Japanese Art & Design